# Hemileuca pica
Hemileuca pica är en fjärilsart som beskrevs av Walker 1855. Hemileuca pica ingår i släktet Hemileuca och familjen påfågelsspinnare. Inga underarter finns listade i Catalogue of Life.